# Храм Николая Чудотворца при Горном университете
Храм Святителя Николая Чудотворца при Уральском горном университете (Свято-Никольская церковь) — православный храм в Екатеринбурге, при Уральском государственном горном университете.

## История
Никольская церковь была построена в 1877 году в Екатеринбурге на средства коллежского советника Михаила Ананьевича Нурова и находится в юрисдикции Екатеринбургской епархии Русской православной церкви.
В 1920 году православный приход был закрыт советскими властями. В 1924 году храм перестроили для конторских служб, колокольню снесли, здание передали Горному институту.
При храме работает молодёжный клуб. На первом этаже расположен баптистерий, а также помещения кафедры теологии Горного университета.

## Архитектура
Церковь входила в комплекс Нуровского сиротского приюта, находившегося вблизи Щепной площади (Дровяной площади), граничившего с Ново-Тихвинским монастырём, Женским епархиальным, Духовным мужским училищами и 2-й женской гимназией. В каждом из них имелись свои домовые церкви с колокольнями. Вместе они формировали образ площади, в котором доминировал Александро-Невский собор Ново-Тихвинского монастыря. Кроме этого размещённые с трёх сторон площади учебные заведения определяли эту часть города как средоточие образовательных учреждений и культуры города.
В настоящее время церковь западной стороной примыкает к современному зданию на углу улиц Куйбышева и Хохрякова. Южный фасад расположен по красной линии улицы Куйбышева. Напротив церкви расположено здание второй женской гимназии. Двухэтажная церковь имеет пятигранную апсиду, ширина которой меньше основного объёма. Одинаковая композиция южного и северного фасадов определена ритмично расположенными окнами и горизонтальными членениями поэтажных карнизов и подоконных тяг, охватывающими здание со всех сторон. Вертикальные членения образованы лопатками по углам и между окон основного объёма. Окна первого этажа имеют лучковые завершения, окна второго — арочные. Южный фасад имеет декоративные убранства, которые дополняют основные композиционные членения. Лопатки на уровне первого этажа обработаны рустом, на уровне второго — каннелюрами. Карниз второго этажа дополнен аркатурой, а межэтажный пояс — профилированными контррельефами. Двери и окна первого этажа оформлены пилястрами и килевидными профилированными арочками. Планировка этажей одинакова. По продольной оси расположены притвор, входной тамбур с лестницей, прямоугольный, вытянутый с запада на восток собственно храм и пятигранный алтарь.
Сохранились фрагменты и детали первоначального интерьера — лестница с ажурным ограждением в виде кованой решётки, угловая печь, облицованная кафелем с орнаментированным карнизом. Потолки помещений первого этажа оформлены тонкими филёнками. Стены помещений второго этажа завершены профилированным карнизом, потолки имеют филёнчатую разделку, включающую лепные растительные орнаменты. Церковь представляет собой памятник архитектуры Екатеринбурга последней трети XIX века, выполненный в формах эклектики.